# Лукашенко, Александр Григорьевич
Алекса́ндр Григо́рьевич Лукаше́нко (бел. Аляксандр Рыгоравіч Лукашэнка, классич. бел. Аляксандар Рыгоравіч Лукашэнка, лац. Alaksandar Ryhoravič Łukašenka; род. 30 августа 1954, Копысь, Оршанский район, Витебская область, Белорусская ССР, СССР) — белорусский политический, государственный и военный деятель. Первый и на данный момент единственный президент Республики Беларусь и верховный главнокомандующий Вооружёнными силами Беларуси (фактически занимает пост с 20 июля 1994 года), председатель Всебелорусского народного собрания седьмого созыва (с 2024 года). Принимал участие в президентских выборах 1994, 2001, 2006, 2010, 2015, 2020 и 2025 года. Президент Национального олимпийского комитета с 15 мая 1997 по 26 февраля 2021. С 26 января 2000 (день вступления в силу договора) — председатель Высшего государственного совета Союзного государства.
До начала своей политической карьеры работал директором совхоза и служил в Пограничных войсках КГБ СССР. В 1990 году Лукашенко был избран в Верховный совет БССР. Он был единственным депутатом, выступившим против Беловежских соглашений, приведших к распаду СССР. После первого избрания президентом в 1994 году Лукашенко, среди прочего, способствовал сближению с Россией и в последующие годы подписал ряд соглашений с президентом России Борисом Ельциным, которые предусматривали различные формы союза между двумя странами. В 1996 году была одобрена новая Конституция, которая расширила полномочия Лукашенко. В 1999 году Лукашенко и Ельцин подписали Договор о создании Союзного государства, который предполагал широкое сотрудничество, но предусматривал независимость обоих государств.
Лукашенко руководил принятием в 2004 году поправки, которая позволила ему претендовать на третий срок. Он победил на выборах 2006 года на фоне обвинений в фальсификациях. Многие страны и организации осудили эти выборы, а Европейский союз впоследствии запретил Лукашенко и ряду белорусских чиновников въезд в страны-члены организации. В 2008 году, стараясь улучшить отношения с Беларусью, ЕС временно отменил запрет на въезд президента. Лукашенко в очередной раз одержал победу на выборах 2010 года, и, как и в 2006 году, были заявления о нарушениях в ходе голосования.
В 2014 году вмешался в войну на востоке Украины, предложив посредничество в заключении соглашения, которое должно было бы прекратить боевые действия. В Минске была проведена пара встреч с президентом России Владимиром Путиным и президентом Украины Петром Порошенко, результатом которых стал протокол из 12 пунктов, заложивший основу для прекращения огня. В преддверии президентских выборов 2015 года Лукашенко освободил ряд политических заключённых и принял международных наблюдателей. На этих выборах он вновь заявил о своей подавляющей победе над оппозицией.
Результаты выборов 2020 года, которые, по мнению оппозиции, были сфальсифицированы, вызвали массовые акции протеста с требованием отставки Лукашенко. Европейский союз, Канада, США, Великобритания, Украина и ряд других стран отказались признавать Лукашенко легитимным президентом. В сентябре 2020 года был приведён к присяге на шестой срок на непубличной церемонии, а лидеры оппозиции, такие как Светлана Тихановская, были отправлены в изгнание. В мае 2021 года произошёл инцидент с посадкой Boeing 737 в Минске, также вызвавший осуждение западных лидеров.
В январе 2022 года Беларусь приняла тысячи российских военнослужащих для участия в совместных военных учениях. 24 февраля 2022 года началось вторжение России на Украину, в том числе и с территории Беларуси. Вследствие этого страны Запада ввели санкции против государства за поддержку российского нападения. Лукашенко сыграл ключевую роль в заключении соглашения о прекращении восстания ЧВК «Вагнер» в России в июне 2023 года, позволив некоторым её военным отправиться в Беларусь.
Согласно оценкам многих исследователей, Александр Лукашенко установил в Беларуси авторитарный режим правления (с использованием административного ресурса на выборах, репрессиями в отношении противников режима, ограничениями свободы СМИ и так далее). Сам политик не раз признавал авторитарность своего правления. Лукашенко балансировал между Россией — своим ближайшим экономическим и политическим партнёром — и Западом, сохраняя при этом авторитарный режим в стране. В 2021 году Центр по исследованию коррупции и организованной преступности назвал Лукашенко человеком года в области организованной преступности и коррупции.
Известен своими пророссийскими взглядами. В русскоязычном сообществе имеет прозвище «батька». Находится под множеством международных санкций.

## Ранние годы
Александр Лукашенко родился 30 августа 1954 года в городском посёлке Копысь Оршанского района Витебской области БССР.
Одно время была распространена недостоверная информация о том, что Александр Лукашенко имеет украинские корни, якобы его дед — Трофим Иванович родился на хуторе Понурка Глуховского уезда Черниговской губернии (ныне Глуховский район Сумской области Украины). Однако сегодня эта информация полностью опровергнута на основе архивных документов. Дедом Александра Лукашенко был не Трофим Иванович, а Трофим Прохорович Лукашенко. Он в 1926 году проживал в той же деревне Александрии, где в 1954 году родился и сам Александр Григорьевич. Это отмечено в результатах Всесоюзной переписи населения 1926 года. В переписных листах дед Трофим Прохорович Лукашенко указан белорусом.
Мать — Екатерина Трофимовна Лукашенко (1924—2015), до Великой Отечественной войны жила в деревне Александрии Шкловского района в 3 км от Копыся Могилёвской области, а после войны устроилась на работу на Оршанский льнокомбинат, родив сына, вернулась в деревню и стала работать дояркой на ферме.
Лукашенко рос и воспитывался без отца. В школе был трудным учеником и стоял на учёте в детской комнате милиции.
В 1975 году окончил исторический факультет Могилёвского педагогического института по специальности «учитель истории и обществоведения» (впоследствии вспоминал, что его любимым предметом в вузе была философия), а в 1985 — заочно экономический факультет Белорусской сельскохозяйственной академии в городе Горках Могилёвской области по специальности «экономист-организатор сельскохозяйственного производства». С 1975 по 1977 год Лукашенко служил в Пограничных войсках КГБ СССР, где был инструктором политотдела воинской части Западного пограничного округа в Бресте. После службы в погранвойсках начал трудовую деятельность секретарём комитета комсомола горпищеторга города Могилёва, а в 1978 году стал ответственным секретарём Шкловской районной организации Всесоюзного общества «Знание».
С 1979 года — член КПСС. С 1980 по 1982 год служил заместителем командира танковой роты по политической части. В 1982 году назначен заместителем председателя колхоза «Ударник» Шкловского района, в следующем году — заместителем директора комбината стройматериалов в Шклове, а с 1985 по 1987 год работал секретарём парткома колхоза имени Ленина Шкловского района. В марте 1987 года стал директором совхоза «Городец» Шкловского района Могилёвской области, а с января 1988 года одним из первых в Могилёвской области начал внедрять в совхозе арендный подряд.

## Начало политической карьеры
В марте 1989 года баллотировался на выборах народных депутатов СССР в Могилёвском избирательном округе, но проиграл во втором туре Вячеславу Кебичу с разницей около 5 % голосов.
В период перестройки, 18 марта 1990 года, был избран народным депутатом Верховного Совета Белорусской ССР по Шкловскому избирательному округу, одержал победу во втором туре. Возглавлял временную комиссию Верховного Совета по изучению деятельности коммерческих структур при республиканских и местных органах власти и управления, когда стал известен благодаря своим критическим выступлениям, в том числе до распада СССР — против председателя Совета министров Беларуси Вячеслава Кебича, а после — против председателя Верховного Совета Станислава Шушкевича.
25 мая 1991 года опубликовал в издании «Народная газета» программную статью «Диктатура: белорусский вариант?», где уличил правящую номенклатуру в стремлении к авторитарному правлению и созданию политической диктатуры. Позже в Верховном Совете Беларуси была сформирована фракция «Коммунисты Беларуси за демократию», одним из лидеров которой стал Лукашенко.
После августовского путча члены депутатской группы «Коммунисты Беларуси за демократию» заявили о выходе из белорусской коммунистической партии и потребовали её запрета, а сам Лукашенко требовал отставки председателя Верховного Совета Николая Дементея и председателя Совета министров Вячеслава Кебича. По утверждению самого Лукашенко, он «был коммунистом и свой партийный билет в отличие от некоторых, которые руководили в последние времена нашей страной, не сжёг. Этот партийный билет достался мне сознательно».
В октябре 1991 года в Минске состоялся съезд оргкомитета по созданию новой демократической партии, которая в итоге получила название Партия народного согласия. В оргкомитет входили члены фракции «Коммунисты Беларуси за демократию», партийные функционеры, преподаватели ВПШ при ЦК КПБ. Одним из сопредседателей комитета стал Лукашенко. Позже, в условиях споров и неопределённости, Лукашенко покинул оргкомитет.
В ноябре 1991 года Лукашенко голосовал против создания Беларусью собственных Вооружённых сил и денежной системы. При ратификации в Верховном Совете республики Беловежских соглашений, ознаменовавших собой прекращение существования СССР, Лукашенко, по одним данным, был единственным депутатом, проголосовавшим против, по другим — не участвовал в голосовании, а по третьим — воздержался при голосовании. В 1999 году, а затем в 2008 году Лукашенко оценил распад СССР как крупнейшую и величайшую «геополитическую катастрофу XX века».
В апреле 1993 — июле 1994 года Лукашенко возглавлял временную комиссию Верховного Совета по борьбе с коррупцией. Вплоть до избрания президентом Беларуси сохранял должность директора совхоза «Городец».

## Президентство

### Предвыборная активность
Предвыборный штаб кандидата Лукашенко состоял из таких же молодых политиков, каким был и он сам. Членами предвыборной команды Лукашенко были В. Гончар, В. Цепкало, А. Федута, В. Терещенко, И. Титенков, А. Лебедько, В. Шейман и другие. Однако вскоре после того, как Лукашенко начал реализовывать политику, значительно отличающуюся от обещанной, многие члены его команды перешли в оппозицию, недовольные стилем правления молодого президента, результатами референдумов 1995 и 1996 годов и интеграцией с Россией. Для некоторых из них такой шаг стоил карьеры. К началу 2008 года лишь Шейман остался в верхних эшелонах власти в Беларуси.
В своей предвыборной программе Лукашенко говорил, что Беларусь находится на грани пропасти: наблюдались резкое падение производства и сельского хозяйства, высокие темпы инфляции, на высоком уровне находилась преступность и коррупция. По мнению Лукашенко, необходимо было «отвести народ от пропасти», для чего следовало обновить власть. Причём новая власть должна реализовать следующие цели: снизить инфляцию и остановить обнищание народа, уничтожить мафию, снизить уровень коррупции, восстановить связи с республиками бывшего СССР (прежде всего с Россией).
В период предвыборной кампании 16 июня 1994 года при проезде мимо населённого пункта Лиозно Витебской области автомобиль «Мерседес-Бенц», в котором находился Лукашенко и два народных депутата Беларуси — И. И. Титенков и В. В. Шейман, был обстрелян из обогнавшего и прижимающего его к обочине легкового автомобиля. За рулём почти белого, стального оттенка «Мерседеса» сидел его владелец Титенков. Он вёз Лукашенко из Витебска в Лиозно. Александр Бужа, назвавший себя доверенным лицом кандидата в президенты Лукашенко, сказал, что одна из пуль пролетела в нескольких сантиметрах от головы Лукашенко. Никто не пострадал. Утром следующего дня Лукашенко обратился в милицию. В результате проведённого работниками КГБ и МВД следственного эксперимента стало известно, что произвести обстрел машины «Мерседес» в условиях, изложенных Титенковым и Шейманом, было невозможно. На специально созванной пресс-конференции представитель КГБ сообщил, что ситуация с обстрелом автомобиля под Лиозно была инсценирована.
28 июня 1994 года Лукашенко направился в Дом правительства, но у входа в здание сотрудники Главного управления государственной охраны отказались пропускать его, а когда Лукашенко оказался в здании, он и трое его помощников были избиты милиционерами, в результате чего Лукашенко получил лёгкие телесные повреждения. Согласно объяснительной записке сотрудников милиции, представленной прокуратуре Беларуси, в ходе инцидента А. Лукашенко оторвал пуговицы и повредил форменную одежду нескольким милиционерам.
В первом туре набрал 44,82 % и вышел во второй тур вместе с В. Кебичем, оставив позади главу имевшей тогда большую силу партии БНФ З. Позняка. 10 июля 1994 года в стране прошёл второй тур президентских выборов, победу на которых одержал А. Лукашенко, набрав 80,1 % голосов и став, тем самым, первым президентом независимой Беларуси.

### Первый президентский срок (1994—2001)
Инаугурация состоялась в Овальном зале Дома правительства. Присягу Александр Лукашенко произнёс по-белорусски, а инаугурационную речь произнёс по-русски. В ходе своей инаугурации Лукашенко отметил:
День присяги первого президента Беларуси должен стать днём окончания споров в обществе и первым шагом к установлению гражданского согласия. Вот почему первый президент должен подняться и поднимется над личными политическими пристрастиями, будет открыт к самому тесному сотрудничеству со всеми политическими силами.
В интервью заместителю генерального директора ИТАР-ТАСС М. Гусману в 2009 году Лукашенко так рассказал о первых днях своего президентства:
Мне не было и сорока лет… И главное, что мне пришлось решать, — это надо было отвести вот этот осколок Советского Союза, очень технологичный, очень развитый, с мощной экономикой, с монстрами финишного производства — МАЗом, БелАЗом, МТЗ, деревообработкой и так далее. Всё остановлено было, полки пустые в магазинах, люди — на площадях. Их уже разогрели наши националисты в то время, под определёнными лозунгами… Я помню, на завод «Горизонт» приехал, люди смотрят на меня, мальчика. Им и меня жаль, видят же, что я не могу объять необъятное, и плачут, что семью прокормить нельзя. И уже просят меня: «Ну, хотя бы 30 долларов, чтобы хоть как-то протянуть, хлеба купить и так далее». Жуткая была ситуация… У нас, я помню, за одни сутки в 18 раз подорожал хлеб.
С приходом Лукашенко к власти в Беларуси была усилена цензура. Так, в конце 1994 года депутат Верховного Совета С. Антончик представил доклад, в котором говорилось о коррупции в окружении президента. Доклад так и не был опубликован, поскольку был запрещён к печати в самый последний момент, и в результате газеты вышли с «белыми пятнами». На протяжении 1995—1996 годов проходило жёсткое противостояние Верховного Совета и президента.
В 1995 году по инициативе Лукашенко в стране прошёл референдум, на котором были заданы 4 вопроса: о придании русскому языку государственного статуса, о введении нового государственного флага и государственного герба, об одобрении политики Лукашенко по экономической интеграции с Россией и о праве президента Беларуси распускать Верховный Совет. Более 75 % пришедших на референдум положительно ответили на все 4 вопроса. В результате русский язык стал в Беларуси одним из государственных наравне с белорусским.
Лукашенко в своей внешней политике проводил курс на сближение с Россией. В январе 1995 года Лукашенко и президент Российской Федерации Б. Ельцин подписали договор о создании платёжного и таможенного союзов между Беларусью и Россией. В феврале того же года Лукашенко и Ельцин подписали договор о дружбе, добрососедстве и сотрудничестве между странами, в 1996 году — договор о создании Сообщества Беларуси и России, в 1998 году — договор о равных правах граждан России и Беларуси.
Происходило сближение и с рядом других стран СНГ. В марте 1996 года Лукашенко подписал «Договор между Российской Федерацией, Республикой Беларусь, Республикой Казахстан и Кыргызской Республикой об углублении интеграции в экономической и гуманитарной областях». В ноябре 1999 года А. Лукашенко и президент Казахстана Н. Назарбаев подписали договор об экономическом сотрудничестве между странами.
Летом 1996 года 70 депутатов Верховного Совета Беларуси поставили подписи за импичмент Лукашенко из-за нарушения им Конституции.
24 ноября 1996 года по результатам референдума о принятии поправок в Конституцию (непризнанного Европой и США) отсчёт 5-летнего срока президентства начат заново, а президент получил больше полномочий (в том числе право на роспуск парламента).
Лукашенко сразу воспользовался своими новыми полномочиями и распустил Верховный Совет 13-го созыва. ОМОН оцепил здание парламента, а в соседнем помещении расположился новый парламент, состоявший из пропрезидентских депутатов Верховного Совета. В знак протеста в отставку подали премьер-министр Беларуси, 2 других министра и 7 судей Конституционного суда. Прошение об импичменте было отозвано. Лукашенко сконцентрировал в своих руках власть с помощью усиления спецслужб, в частности КГБ.
Началось преследование независимой прессы и известных оппозиционеров. После публичных призывов Лукашенко расправиться с оппозицией, в 1999—2000 годах при загадочных обстоятельствах исчезли 3 оппозиционера, в том числе бывший председатель предвыборного штаба Лукашенко В. Гончар и оператор российского телеканала ОРТ Д. Завадский. За рубежом появляются бегущие сотрудники КГБ и Министерства внутренних дел, которые дают показания о санкции на уничтожение оппозиционеров со стороны власти и о существовании в Беларуси для этих целей т. н. «эскадронов смерти». Несколько чиновников в Беларуси были арестованы, однако расследование дел почти не проводилось.
До прихода Лукашенко к власти в Беларуси проводились лишь малые экономические реформы. На середину 1994 года было приватизировано только 2 % экономики страны. Коллапс советской командной экономики, от которой Беларусь сильно зависела, привёл в 1994 году к снижению промышленного производства на 50 % по сравнению с 1991 годом.
Лукашенко начал активно принимать меры для стабилизации экономики: были вдвое повышены заработки бюджетников, введён государственный контроль за ценами и отменены проведённые на тот момент рыночные реформы. Белорусская экономика сильно завязана на поставках энергоносителей из России, но большинство белорусских предприятий были не в состоянии оплачивать и их. Нехватка валюты для оплаты энергоносителей вынуждала правительство добиваться союза с Россией, который был одним из основных пунктов в программе как Лукашенко, так и Кебича.
С самого начала своего президентства Лукашенко начал политику, направленную против белорусской оппозиции и против западной помощи этим силам (например, от Фонда Фридриха Эберта). Была прекращена приватизация, в государственной политике воцарилась риторика возрождения СССР. ОБСЕ начала докладывать о нарушениях прав человека в республике.

### Второй президентский срок (2001—2006)
9 сентября 2001 года в стране состоялись президентские выборы. Во время кампании Лукашенко обещал поднять стандарты сельского хозяйства, размер социальных пособий и увеличить объём промышленного производства Беларуси. Лукашенко победил в первом туре, набрав 75,65 % голосов. ОБСЕ заявил, что процесс «не соответствовал международным стандартам». Россия, в отличие от ОБСЕ, публично приветствовала переизбрание Лукашенко. Президент России В. Путин позвонил Лукашенко, поздравил с победой и выразил желание сотрудничать. До и после выборов в стране проходили акции протеста, организованные В. Левоневским.
Во второй президентский срок ещё сильнее ухудшились отношения между Беларусью и Западом. Европейский союз выдал список высокопоставленных белорусских чиновников, которым был запрещён въезд на его территорию. После вступления 1 мая 2004 года в ЕС ближайших соседей Беларуси — Польши, Латвии, Литвы — в составе Союза появилось «белорусское лобби», в связи с чем вопросы касательно Беларуси начали регулярно подниматься на заседаниях органов ЕС. Повысился интерес к государству со стороны США.
Во время войны в Ираке в 2003 году выяснилось, что несколько высокопоставленных иракских чиновников имели белорусские паспорта и даже, вероятно, получили убежище в Беларуси. Американские военные и разведчики выяснили факты противозаконной торговли с Ираком связанных с режимом Лукашенко лиц и организаций — от председателя ЛДПБ С. Гайдукевича до белорусского экзархата Русской православной церкви. Беларусь стала замешанной в скандалах с поставками оружия (иногда из России через белорусское посредничество) авторитарным режимам, что всё больше привлекало внимание Запада, в особенности США.
На фоне Революции роз в Грузии, Оранжевой революции на Украине и революции в Кыргызстане резко усилилось внимание мирового сообщества к Беларуси. Так, в США был принят Акт о демократии в Беларуси.
В 2004 году был проведён референдум, в результате которого в Конституции были изъято ограничение на количество президентских сроков. Таким образом, А. Лукашенко получил право участвовать в следующих президентских выборах. Этот референдум также не был признан ЕС и США.
В своей внешней политике Лукашенко продолжил курс на интеграцию с рядом стран СНГ. В сентябре 2003 года было подписано соглашение о формировании Единого экономического пространства между Беларусью, Россией, Украиной и Казахстаном.

### Третий президентский срок (2006—2011)
19 марта 2006 года в третий раз был избран президентом Беларуси, набрав 83 % голосов. Выборы сопровождались массовыми протестами под руководством кандидатов в президенты А. Милинкевича и А. Козулина, и не были признаны ОБСЕ.
В начале 2008 года на заседании Совета безопасности Беларуси под председательством Лукашенко было принято решение о строительстве в стране атомной электростанции в составе двух энергоблоков по 1000 МВт каждый. Эти блоки планировалось запустить в 2016—2018 годах. Целью строительства АЭС является обеспечение страны дешёвой энергией и повышение национальной энергетической безопасности. По мнению специалистов, введение АЭС в строй может позволить сэкономить около $ 1 млрд в год на импорте природного газа.
В 2008 году в Беларуси начался финансовый кризис, повлёкший за собой рост цен.
В августе 2009 года, во время рабочей поездки в Витебскую область, Лукашенко объявил о программе возрождения белорусского картофелеводства, заявив: «Мы закончим проработку специальной программы, определимся, сколько картофеля нам надо для внутреннего рынка, сколько картофеля мы можем реализовать» и что «эту культуру, ценнейшую для нас, мы вернём». Впоследствии среди оппозиционеров Лукашенко получил прозвище «картофельный фюрер».

### Четвёртый президентский срок (2011—2015)
19 декабря 2010 года снова состоялись выборы президента республики. 20 декабря ЦИК объявил, что А. Лукашенко переизбран на четвёртый срок, получив 79,65 % голосов. Итоги голосования не были признаны остальными кандидатами на пост президента, а также США и Евросоюзом, но были признаны присутствовавшей на выборах миссией СНГ во главе с С. Лебедевым. Выборы сопровождались массовыми акциями протеста. США особо отметили, что они: 
«Решительно осуждают действия правительства Беларуси по подрыву демократического процесса, а также непропорциональное использование силы против политических активистов, представителей гражданского общества и журналистов».
21 января 2011 года Александр Лукашенко официально вступил в должность президента Беларуси в четвёртый раз.
В 2011 году в Беларуси начался финансовый кризис, была объявлена девальвация белорусского рубля, начались резкие увеличения цен. Это вызвало акции протеста по всей стране. По результатам парламентских выборов 2012 года, как и в прошлые разы, в парламент вошли только сторонники Лукашенко, с которыми белорусский лидер смог преодолеть финансовые трудности в стране.
Среднегодовой рост ВВП страны в сопоставимых ценах за период с 2000 по 2013 год составил 6,3 % (хотя  часть этого роста была обеспечена реэкспортом российской нефти, которая импортировалась по цене ниже мировой и очищалась перед поставкой в Европу).
В 2014 году в Беларуси произошёл валютно-финансовый кризис.

### Пятый президентский срок (2015—2020)
11 октября 2015 года состоялись выборы президента Беларуси. По данным ЦИК, Александр Лукашенко набрал 83,49 % голосов. И двое из трёх соперников Лукашенко признали его победу ещё до окончания официального подсчёта голосов. Показанный на этих выборах результат стал для действующего президента лучшим за все пять избирательных кампаний, в которых он принимал участие.
С 1 января 2016 года в силу вступил указ президента Лукашенко № 222 (о запрете продавать продукцию лёгкой промышленности без специальных сертификатов). Это вызвало акции протеста по всей Беларуси. В 2017 году Александр Лукашенко ввёл безвизовый режим для граждан США.
В 2017 году после принятия Декрета № 3 «О предупреждении социального иждивенчества», больше известного как «Декрет о тунеядстве», в Беларуси начались протесты, прошедшие по крупным городам страны. После этого в январе 2018 года декрет принят в новой редакции и с новым названием «О содействии занятости населения».
17 февраля того же года в Минске прошёл «Марш рассерженных белорусов» против президентского декрета и экономической политики властей, затем протесты под названием «Марши нетунеядцев» перекинулись на другие крупные города страны. 9 марта на совещании об актуальных вопросах развития страны Лукашенко озвучил решение в течение года не взимать сбор с «тунеядцев». При этом деньги тех, кто уже оплатил сбор, пойдут в оплату на следующий год, но если в 2016 году «тунеядец» найдёт работу, тогда деньги, заплаченные в 2015 году, ему будут возвращены.
21 марта 2017 года Лукашенко заявил, что в Беларуси «задержаны десятки боевиков», которые «тренировались в лагерях с оружием». В тот же день Лукашенко сказал, что «не отменял и не отменит» декрет № 3, который «взорвал оппозиционную клоаку». Аресты митингующих начались во время волны протестов, проходивших накануне Дня Воли, который традиционно отмечается белорусской оппозицией 25 марта. В период с 21 марта по 3 апреля были задержаны 35 человек, которых обвинили в обучении и подготовке к массовым беспорядкам, а после 20 из них ещё и в создании незаконного вооружённого формирования (дело «Белого легиона»). 25 марта в Минске прошла акция протеста, приуроченная ко Дню Воли, которая была подавлена с привлечением большого количества сотрудников ОМОН и спецсредств. После массовых задержаний на Дне Воли акции протеста практически сошли на нет.
Во время акций протеста и расследования дела «Белого легиона» в государственных СМИ появлялись материалы, направленные на «вскрытие» участников «Маршей нетунеядцев» и членов незаконных вооружённых формирований, в частности, на телеканале «Беларусь 1» вышли репортаж «Звонок другу» (6 марта), который сравнивал протесты с Евромайданом и другими цветным революциями, и журналистское расследование «Белый легион чёрных душ» (12 апреля), которое должно было раскрыть правду о том, что готовилась в Минске на 25 марта.
16 июня 2017 года стало известно, что Комитет государственной безопасности Республики Беларусь прекратил уголовное преследование по делу о массовых беспорядках. 30 июня 2017 года были освобождены последние фигуранты. 27 ноября прекращено уголовное преследование всех участников дела «Белого легиона».
7 июля 2017 года Министерство по налогам и сборам объявило, что начинает возвращать «тунеядцам» сбор, заплаченный за неучастие в финансировании государственных расходов в 2015 году. Заместитель министра по налогам и сборам С. Шевченко напомнила, что 9 марта А. Лукашенко провёл совещание, на котором «было определено, что возвращение сбора будет осуществляться тем лицам, которые уже приступили к работе. Это и будет сделано, такое распоряжение сегодня есть, и налоговые органы приступили к работе».
Президент Лукашенко 25 января 2018 года подписал Декрет № 1, которым предусмотрены меры по содействию занятости населения. Документ направлен в первую очередь на активизацию работы органов власти по максимальному содействию гражданам в трудоустройстве, стимулировании трудовой занятости и самозанятости населения. В новый Декрет не вошли нормы о взыскании с трудоспособных неработающих граждан сбора на финансирование госрасходов. При этом лица, которые ранее признавались плательщиками этого сбора, освобождены от его уплаты.
15 марта 2018 года на встрече с судьями Конституционного суда А. Лукашенко затронул вопрос о проведении конституционного референдума, заявив, что конституции «нужны наработки». Также он отметил, что, с его точки зрения, часть функций должна перейти от президента к другим ветвям власти, особенно, по его мнению, нужно усилить роль исполнительной власти. 2 апреля глава ЦИК Л. Ермошина в кулуарах Палаты представителей заявила, что подготовить референдум можно за 70 дней, а пройдёт он за внебюджетные средства. При этом она не сказала, о каких возможных изменениях идёт речь, но уточнила, что заниматься вопросом будет главным образом Конституционный суд.
Во время ежегодного Послания народу и парламенту 2018 года Лукашенко заявил, что даже не думал о проведении референдума об изменении конституции:
Нам сейчас не до референдума. Нам главное выстоять, а не чтобы муть поднять в стране. Вы же видите, кто требует изменений. Они же не будут отвечать, какие последствия будут иметь изменения Конституции. Надо остановить этот брожение в обществе.
Белорусская оппозиция связала такой разворот с недавней победой в Армении протестного движения против выдвижения бывшего президента С. Саргсяна на пост премьер-министра. В 2015 году в результате конституционного референдума полупрезидентская система управления в Армении была заменена на парламентскую.
13 августа 2018 года Александр Лукашенко совершил рабочую поездку в Оршанский район, проблемам развития которого он поручал правительству уделить особое внимание в апреле 2017 года. По словам президента, выполнение его поручений по развитию региона должно стать «лакмусовой бумажкой» работы правительства. Ситуация на Оршанском инструментальном заводе вызвала резкую критику президента в сторону качества работы местных органов власти, руководства отраслей и предприятий. 14 августа 2018 года на совещании по Оршанскому району президент устроил «разнос» всей верхушке вертикали власти. Лукашенко приказал отправить в отставку министра промышленности Виталия Вовка и министра архитектуры и строительства Анатолия Чёрного, а также потребовал «кадровых предложений». 16 августа Вовк и Чёрный были официально освобождены от своих должностей, строгий выговор был объявлен председателю Витебского областного исполнительного комитета Н. Шерстнёву, Государственный секретарь Совета безопасности Беларуси С. Зась и Председатель Государственного военно-промышленного комитета О. Двигалёв предупреждены о неполном служебном соответствии, А. Позняк освобождён от должности председателя Оршанского райисполкома, на его место назначен И. Исаченко.
18 августа 2018 года А. Лукашенко сменил руководство правительства. Премьер-министром стал Сергей Румас, заменены 4 из 5 заместителей премьера, а также назначены новые министры архитектуры и строительства, промышленности, связи и информатизации, экономики и председатель ГВПК.
3 июня 2020 года Лукашенко отправил в отставку правительство во главе с Сергеем Румасом. 4 июня новым премьер-министром Беларуси стал Роман Головченко.

### Предвыборные политические репрессии
Накануне шестых президентских выборов в Беларуси, намеченных на август 2020 года, команда Лукашенко начала активные действия в отношении оппонентов. Правоохранительные органы страны стали заводить уголовные дела и проводить задержания соперников действующего президента и руководств иных политических сил.
Так, 29 мая 2020 года в Гродно во время пикета по сбору подписей, организованного Светланой Тихановской, был задержан её муж, кандидат на пост президента Республики Беларусь, Сергей Тихановский. В отношении Тихановского и представителей его штаба были выдвинуты обвинения в подготовке действий, нарушающих общественный порядок и оказании сопротивления сотрудникам органов власти. Однако данные обвинения оказались беспочвенными, поскольку милиция не смогла предоставить суду записи видеорегистраторов, так как они, якобы, не сохранились. Сейчас Тихановский находится в СИЗО № 1 в Минске как обвиняемый по уголовному делу об организации массовых беспорядков.
Кроме того, 18 июня, за сутки до окончания срока подачи подписей за кандидатов в президенты, Комитет государственного контроля республики объявил о задержании одного из главных, на тот момент, соперников Лукашенко на выборах Виктора Бабарико. В отношении него было заведено несколько уголовных дел по следующим статьям: «Уклонение от уплаты сумм налогов и сборов в особо крупном размере», «Легализация средств, добытых преступным путём», «Хищение в особо крупном размере», «Мошенничество», «Получение взятки» и «Дача взятки». При этом в КГК Беларуси заявили, что задержание Бабарико не связано с предстоящей избирательной кампанией.
12 августа юрист штаба Бабарико Максим Знак заявил о задержании в Минске волонтёров в рамках производства по ст. 293 УК Беларуси «Массовые беспорядки».
7 августа в ходе наблюдения за досрочным голосованием на одном из избирательных участков был задержан глава штаба кандидата в президенты Сергея Черечня Николай Лысенков по обвинению в организации несанкционированного массового мероприятия. По решению суда Лысенков был арестован на 10 суток, до 17 августа.
15 августа было заведено уголовное дело на незарегистрированного кандидата в президенты Валерия Цепкало за получение взятки.

### Выборы 2020 года
6 августа 2020 года украинский журналист Дмитрий Гордон записал с Александром Лукашенко ставшее резонансным большое интервью, в котором президент ответил на вопросы, связанные с предстоящими выборами. Через месяц после публикации этого большого интервью число его просмотров превысило 4,5 млн.
9 августа состоялись очередные президентские выборы, после которых начались ежедневные массовые протесты, оспаривающие результаты выборов. Для подавления протестов были использованы милиция, ОМОН и армия, применялись водомёты, светошумовые гранаты и резиновые пули. В первые дни протестов было задержано, по официальным данным, более 6000 человек, руководитель МВД подтвердил, что сотрудники МВД могли наносить травмы случайным людям, «попавшим под раздачу». На 13 августа известно о гибели по меньшей мере двух граждан, более 200 получили ранения различной степени тяжести. К задержанным сотрудники силовых структур применяли различные виды устрашения, включая угрозы, унижения, массовые избиения и пытки.
14 августа ЦИК Беларуси объявил о победе Лукашенко с официальным результатом 80,10 % при явке 84,05 %. Дата инаугурации не называлась. 16 августа прошли самые массовые акции протеста против фальсификации результатов выборов и насилия со стороны власти. Участие в них приняли сотни тысяч человек.
Ряд стран и политических партий заявили как о признании, так и о непризнании результатов выборов.
10 сентября Лукашенко заявил, что силовым ведомствам (в том числе правоохранительным) не всегда следует действовать согласно действующему законодательству:
Хотя когда осуществляется практически наглая интервенция, как я называю, извне и она подогревается изнутри и руководится извне, там иногда не до законов, надо принять жёсткие меры, чтобы остановить всякую дрянь, которая на это претендует.
16 сентября Александр Лукашенко назвал мифом заявления оппозиции о спонтанности протестов, перечислил и охарактеризовал «семь этапов сценария по уничтожению Беларуси».

### Шестой президентский срок (с 2020)
Вступил в должность президента 23 сентября 2020 года. Об инаугурации заранее не сообщалось, она прошла во Дворце Независимости республики. На мероприятие были приглашены несколько сотен человек, в том числе высшие должностные лица, депутаты, члены Совета Республики, руководители государственных органов и организаций, деятели науки, культуры и спорта, однако не были приглашены иностранные гости и послы, в том числе посол России Дмитрий Мезенцев. Мероприятие не анонсировалось, приглашённые гости до последнего момента не подозревали, зачем их свозят в Дворец Независимости. Непосредственно перед мероприятием утром 23 сентября пресс-секретарь Лукашенко Наталья Эйсмонт заявила, что день инаугурации ещё не выбран.
Положив правую руку на Конституцию, Лукашенко произнёс присягу на белорусском языке, после чего глава ЦИК Лидия Ермошина вручила ему удостоверение президента. По закону «О Президенте Республики Беларусь» церемония должна транслироваться по радио и телевидению, однако на телеканалах «Беларусь-1» и ОНТ во время принесения присяги шли сериалы, первые телесюжеты об инаугурации вышли на центральных каналах уже после церемонии.
Министерство юстиции Республики Беларусь признало законность инаугурации президента, которая была проведена в полном соответствии с Конституцией Беларуси.
Параллельно с процессом инаугурации продолжались задержания мирных протестующих. Ряд европейских стран отказался признавать легитимность победы Лукашенко на выборах, подчеркнув, что инаугурация 23 сентября не повлияет на это решение.
24 сентября официальный представитель китайского МИДа Ван Вэньбинь, комментируя церемонию инаугурации, подчеркнул, что президентские выборы в Беларуси являются её внутренним делом. Он также добавил: «Мы надеемся и верим, что под руководством Лукашенко Беларусь сможет восстановить политическую стабильность».
30 октября 2020 года Лукашенко выступил с призывом активно противодействовать протестующей части народа Беларуси:
Мы терпели. Я сразу обозначил: есть красные линии. И не дай Бог кто-то их переступит. Они их переступили по многим направлениям, я об этом говорил. Поэтому те, кто сегодня выходит на железную дорогу, те, кто вешает фашистские знамёна на линии электропередачи, словом, те, кто сегодня пытается разрушить, дестабилизировать инфраструктуру государства, должны знать: с сегодняшнего дня, особенно в квартирах граждан, куда они прячутся, мы в плен никого не берём. Если кто-то прикоснётся к военнослужащему (я уже замечание делал генералам), он должен уйти оттуда как минимум без рук. Я говорю это публично, чтобы все понимали нашу дальнейшую решительность.
5 ноября 2020 года Лукашенко сделал заявление, фактически запрещающее возврат выехавших за границу врачей (во время второй волны COVID-19):
Лишних врачей у нас нет. Нам самим надо лечить своих людей. Следуя своему принципу, мы никого держать не будем. Но надо понимать: уехал — назад не вернёшься. Там будешь работать и зарабатывать те большие деньги, за которыми ты уехал. Это не угроза, это приказ для правительства.
8 марта 2021 года на YouTube-канале NEXTA появился документальный фильм «Лукашенко. Золотое дно» об имуществе и личной жизни Лукашенко. За первые три дня видео набрало 4 млн просмотров. Авторы канала «Нехта» утверждают, что Лукашенко пользуется 18 роскошными резиденциями в Беларуси, у него есть собственный самолёт, представительские автомобили и несколько дорогих часов.

### Международные санкции
С 2006 года Европейский союз и США неоднократно вводили и отменяли санкции в отношении Лукашенко и других белорусских чиновников за нарушения прав человека.
В 2006 году Европейский союз, а затем и США запретили Александру Лукашенко въезд на свои территории. В 2008 году действие европейского запрета на въезд было приостановлено. В январе 2011 года Польша запретила ему въезд в страну. В апреле 2011 года Совет ЕС продлил до 31 октября 2011 года запрет на въезд в ЕС президента Лукашенко и ещё 35 официальных лиц, одновременно оставив в силе режим неприменения визовых ограничений по отношению к ним.
15 февраля 2016 года министр иностранных дел Германии Франк-Вальтер Штайнмайер подтвердил факт частичного снятия санкций Европейского союза с Беларуси, в том числе и лично с президента Лукашенко. А именно, снимаются санкции в отношении 170 физических и 3 юридических лиц. В число физических лиц, с которых снимаются санкции по замораживанию в Европе банковских активов и запрету на въезд в Евросоюз, входит президент Лукашенко.
31 августа 2020 года Латвия, Литва и Эстония запретили въезд Александру Лукашенко и ещё 29 белорусским чиновникам. 25 сентября 2020 года этот санкционный список был расширен. 29 сентября 2020 года Великобритания и Канада ввели санкции против Александра Лукашенко и ещё семи высокопоставленных белорусских чиновников. 6 ноября 2020 года решением Совета Европейского союза введены персональные санкции Европейского союза. 20 ноября к этому пакету санкций ЕС присоединились Албания, Исландия, Лихтенштейн, Норвегия, Северная Македония, Черногория и Украина, а 11 декабря — и Швейцария. 17 июня 2021 года Новая Зеландия внесла Лукашенко и ещё более 50 человек, связанных с его режимом, в свой санкционный список.
В марте 2022 года после вторжения России на Украину Япония ввела против него персональные санкции, а МИД Австралии объявил о санкциях против Лукашенко, его жены Галины и сына Виктора. В мае того же года санкции против Лукашенко снова ввела Новая Зеландия.

### Обвинения в исчезновении и убийствах политических оппонентов
Член ПАСЕ Х. Пургуридес обвинял белорусскую власть в убийствах и исчезновении местных политиков В. Гончара, Ю. Захаренко, А. Красовского, Д. Завадского. 23 ноября 2000 года был арестован командир бригады спецназа внутренних войск МВД Дмитрий Павличенко. Его аресту предшествовал рапорт начальника СИЗО № 1 Олега Алкаева — об изъятии так называемого «расстрельного» пистолета накануне исчезновений Захаренко, Гончара и Красовского. В СИЗО КГБ Павличенко провёл около суток, пока его не выпустили по личному распоряжению Лукашенко. В интервью Лукашенко утверждал, что не помнит, почему он тогда прекратил досудебное расследование по делу арестованного Павличенко. Днём позже президент отправил в отставку генерального прокурора и председателя КГБ В. Мацкевича, а на должность генпрокурора назначил Виктора Шеймана.
В 2020 г. об обстоятельствах убийства Захаренко, Гончара и Красовского рассказал бывший боец СОБР Ю. Гаравский.
А. Лукашенко утверждал, что не имеет к этим исчезновениям никакого отношения.
В январе 2021 года экс-силовик из Беларуси Игорь Макар опубликовал аудиозапись, из которой следует, что Лукашенко планировал убийства противников правительства за рубежом. На аудиозаписи из 2012 года тогдашний председатель Комитета государственной безопасности Республики Беларусь Вадим Зайцев среди прочего говорит о ликвидации Олега Алкаева и журналиста Павла Шеремета, который на самом деле был убит путём взрыва бомбы. Истинность аудиозаписей была подтверждена исследованием петербургской «криминалистической лаборатории аудиовизуальных документов». МИД Беларуси, в свою очередь, опубликовал свои аудиозаписи разговоров И. Макара с дипломатами белорусского посольства в Литве, где Макар предлагает предоставлять информацию за вознаграждение. И. Макар подтвердил подлинность этих аудиозаписей. Также пресс-секретарь МИД Беларуси А. Глаз обвинил украинскую сторону, что при возобновлении расследования о гибели П. Шеремета они не связывались с белорусской стороной для проведения более объективной проверки.

### Репрессии режима Лукашенко против википедистов
Во время режима Лукашенко были посажены два википедиста Марк Бернштейн и Павел Перников за то, что вносили правки в Википедию. Оба они были признаны политическими заключёнными правозащитным центром «Весна».

## Отношения с Западом
Согласно ряду публикаций, Лукашенко возглавляет авторитарный режим в Беларуси, выборы не являются свободными и справедливыми, противники режима репрессированы, а средства массовой информации несвободны.
По мнению профессоров Я. Макаллистера и Ст. Уайта, «если бы „последний диктатор Европы“ вступил в подлинное политическое состязание, то всё равно выиграл бы его. <…> В Беларуси авторитарные методы политики послужили сдерживанию олигархических сил, которые в других постсоветских республиках вытеснили обычных граждан из политического процесса».
Согласно отчёту, представленному Конгрессу США директором национальной разведки США Дж. Клэппером, Лукашенко уводит Беларусь всё дальше от Запада и толкает её в экономическую зависимость от России, благодаря «щедрости» которой в Беларуси, несмотря на недостатки централизованной экономики, поддерживается сравнительно стабильный уровень жизни.
После протестов, вспыхнувших в Беларуси после президентских выборов 2020 года, Белорусская автокефальная православная церковь в Торонто предала Александра Лукашенко анафеме за то, что тот «творит беззакония, преследует и убивает православных и других мирных христиан за правду в Беларуси».

### «Последний диктатор Европы»
Как отмечает доктор философских наук П. Л. Карабущенко, «на Западе А. Г. Лукашенко имеет неофициальный титул „Последнего диктатора Европы“». Е. А. Бикетова выделяет следующие особенности истории и эволюции этого клише: «„The Telegraph“ на своих страницах жёстко критикует белорусского президента и созданный им политический режим. Контент газеты во многом сходен с публикациями других европейских газет и тиражирует одни и те же клише и стереотипы, способствуя их массовому распространению. А. Г. Лукашенко почти в каждой публикации называется „последним диктатором Европы“ и не иначе (это клише повсеместно распространилось благодаря газетам после того, как в 2005 году в своей речи белорусского президента так назвала Кондолиза Райс)». Это клише повторялось и в российских СМИ, в том числе со смягчающим комментарием: «Лукашенко получил прозвище „последний диктатор в Европе“, но в последние годы поправил свой имидж на Западе, не признав независимость Абхазии и Южной Осетии и заняв миротворческую позицию в украинском конфликте».
Содержание интервью Александра Лукашенко телеканалу Euronews, состоявшегося осенью 2014 года, позволило политическому обозревателю Виталию Цыганкову заключить, что «де-факто он уже не изгой, не последний диктатор Европы, а существенный фактор европейской геополитики».
По мнению отставного американского дипломата Джона Хёрбста, высказанному летом 2019 года, «<…> стратегическая картина в Восточной Европе сегодня выглядит гораздо опаснее, чем раньше. Господин Лукашенко — больше не последний диктатор в Европе, и определённо не самый опасный».
Швейцарский дипломат Клод Альтерматт, занимавший в 2019 году швейцарское дипломатическое представительство в Беларуси, назвал Лукашенко не столько диктатором, сколько автократом, сказав также, что определение «последний диктатор» не соответствует действительности и только «подвергает инфляции» само понятие «диктатор». Он отметил, что при А. Лукашенко страна, хоть и медленно, но изменилась в лучшую сторону, а такие определения указывают на то, что о ней мало знают.

28 июня 2021 года крупный бизнесмен из Объединённых Арабских Эмиратов Мухаммед аль-Аббар, отвечая на вопрос Александра Лукашенко, чувствует ли он себя «в гостях у диктатора», процитировал слова Нельсона Манделы:
Если мои дети в безопасности, если они получают хорошее образование и оптимистичны в отношении своего будущего, есть хорошее здравоохранение, хорошая инфраструктура — вот это и есть настоящая демократия.
Бизнесмен признался, что ему было «приятно гулять по улицам Минска и чувствовать горячий приём простых людей», он похвалил белорусскую демократию. В апреле 2020 года А. Лукашенко подписал соглашение с Европейским союзом об упрощении визового режима.
Сам Лукашенко описывает себя следующим образом: 

Моя позиция и государство никогда не позволят мне стать диктатором, но для меня характерен авторитарный стиль правления.

### Речь по случаю 80-летия со дня начала Великой Отечественной войны
Выступая на церемонии, посвящённой 80-летию начала ВОВ, А. Лукашенко призвал немцев «встать на колени» перед белорусами, призвал «не убаюкивать» Беларусь историями про оборонительные учения и миролюбие НАТО. Лукашенко заявил, что государство не будет защищать Европу от нелегальной миграции, контрабанды и наркотрафика.

## Политические взгляды

### Заявления об Адольфе Гитлере
В 1995 году в интервью газете «Handelsblatt» оценил стиль руководства Адольфа Гитлера как образец белорусской системы правления:
…История Германии — это слепок истории в какой-то степени Беларуси на определённых этапах. В своё время Германия была поднята из руин благодаря очень жёсткой власти. И не всё только было плохое связано в Германии и с известным Адольфом Гитлером. Он перечеркнул всё хорошее, что он сделал в Германии, всей внешней политикой и развязал Вторую мировую войну, ну а всё остальное уже вытекало из этого. Это гибель людей массовая, в том числе и немецкого народа. Но вспомните его власть в Германии. Нас с вами тогда не было, но по истории мы это знаем. Ведь немецкий порядок формировался веками. При Гитлере это формирование достигло наивысшей точки. Это то, что соответствует нашему пониманию президентской республики и роли в ней президента. То есть я хочу конкретизировать, чтобы вы не подумали, что я приверженец Гитлера. Нет, я подчёркиваю, что не может быть в каком-то процессе или в каком-то человеке всё чёрное или всё белое. Есть и положительное. Гитлер сформировал мощную Германию благодаря сильной президентской власти. Это были 30-е годы, время сильного кризиса в Европе, а Германия поднялась благодаря сильной власти, благодаря тому, что вся нация сумела консолидироваться и объединиться вокруг лидера.
Пресс-секретарь Госдепартамента США назвал эти заявления «неуместными» для главы государства, пострадавшего в результате нацистской агрессии.

### Отношение к Дзержинскому
В октябре 2004 года участвовал в переоткрытии мемориального комплекса «Дзержиново», восстановленного в бывшем имении Дзержинских при поддержке спецслужб стран СНГ, включая ФСБ России.
В 2015 году, общаясь с журналистами, Александр Лукашенко высказал мнение, что демонтировав памятник Дзержинскому в Москве россияне показали украинцам пример по сносу советских памятников, который начался на Украине после Евромайдана.

### Отношение к Сталину
В августе 2021 года президент Лукашенко предложил поставить памятник Иосифу Сталину за присоединение Западной Беларуси к БССР в 1939 году.

## Прозвище «батька»
Прозвище «батька» применительно к Лукашенко впервые было использовано в середине 1990-х годов.
В дальнейшем это прозвище закрепилось на постсоветском пространстве, в том числе в ведущих русскоязычных СМИ. В ряде интервью Лукашенко сам называл себя таким прозвищем. Это прозвище и его особенности стали предметом научного анализа.
Доктор филологических наук Е. И. Беглова полагает, что «президента Беларуси (Беларуси) <…> именуют Батькой, выражая уважительное отношение к президенту со стороны населения Беларуси и демонстрируя его превосходство в решении разного рода государственных проблем как главы „семьи“ — государства». Рассматривая особенности Лукашенко как политического лидера, доктор философских наук П. Л. Карабущенко пишет: «Следует особо подчеркнуть, что и в самой Беларуси, и в России образ А. Г. Лукашенко не стал однозначно одиозным. О „Всебелорусском батьке“ чаще отзываются по-доброму, даже с некоторой симпатией».
Как отмечает М. А. Чикиндин, «за Президентом Беларуси А. Лукашенко в обыденном сознании закрепился образ „Батьки“, отражающий архетипического Отца патриархальной семьи». По мнению Ю. Р. Тагильцевой, в разгар так называемой «молочной войны» между Беларусью и Россией «кстати оказался и давно уже приклеившийся к президенту Беларуси А. Лукашенко штамп „батька“, отсылающий таким образом к казачьему „батька-атаман“».
Исследованием, посвящённым выявлению представлений россиян о Беларуси, было установлено, что в свободных ассоциациях, связанных с ней, 25 % респондентов выделяют такие политико-правовые характеристики как «президент, А. Лукашенко, батька, авторитаризм». В. В. Дьяченко считает прозвище Лукашенко «батька» субстандартным антропонимом в парламентско-политическом подъязыке и социолекте.
Прозвище «батька» многократно используется в публикациях на официальном интернет-портале президента Республики Беларусь.

## Личная жизнь

### О дате рождения
Александр Григорьевич Лукашенко по паспортным данным родился 30 августа 1954 года в посёлке Копысь Оршанского района Витебской области. В июне 2009 года Лукашенко заявил, что родился не 30, а 31 августа:

Вы же понимаете, что я тоже человек, у меня есть дети, особенно младший Николенька, в котором я души не чаю. Ему сегодня пять лет, а мне уже пятьдесят пять. Родились мы с ним в один день, 31 августа— Интервью Лукашенко газете «Завтра»
 В 2010 году соответствующая корректировка появилась и на официальном сайте президента. Однако в том же году Виктор Янукович, патриарх Кирилл, Геннадий Зюганов поздравили президента, как и прежде, 30 августа. На фоне ухудшения отношений России и Беларуси летом 2010 года пресса не сообщила о поздравлениях от имени Медведева и Путина в адрес Лукашенко, и некоторые СМИ связали этот факт с неясностью, в какой из дней следует поздравлять президента. При подаче документов на регистрацию в качестве кандидата в Президенты РБ на выборах 2010 года, Лукашенко вновь указал дату рождения 30 августа 1954 года, соответствующую данным паспорта, а не прежнего газетного интервью. По состоянию на 2024 год на официальном сайте президента Беларуси датой рождения указано 30 августа.

### Семья
Жена — Галина Родионовна (в браке с 1975 года). За все годы президентства Александра Лукашенко жена только один раз сопровождала его в зарубежной поездке — в Израиль в 1994 году. Однажды в газетах появились фотографии Галины, доящей корову. Это разъярило её мужа — по его распоряжению корову у жены отняли, её дом обнесли кирпичной стеной и приставили охрану. Не разведены, но живут раздельно.

Имеет троих сыновей: Виктора (1975), Дмитрия (1980) и Николая (2004). По основной версии, проходящей в СМИ, матерью Николая является Ирина Абельская, бывший главврач больницы Управления делами президента и бывший личный врач Александра Лукашенко. В 2011 году Николай пошёл в Острошицко-Городокскую среднюю школу.
В 2012 году во время визита Лукашенко в Венесуэлу президент этой страны Уго Чавес заявил, что в Венесуэле праздничный день, так как они принимают президента Лукашенко и его сына Николая, на что Александр Григорьевич ответил:
Ты правильно сказал, что рядом с нами находится малыш. Это говорит о том, что мы всерьёз и надолго заложили основы нашего сотрудничества и есть кому перенять эстафету этого сотрудничества через 20—25 лет.
У Лукашенко 7 внуков: четверо детей старшего сына — Виктория (1998), Александр (2004), Валерия (2009) и Ярослав (2013); трое детей среднего — Анастасия (2003), Дарья (2004) и Александра (2014).
В 2008 году Виктория Лукашенко сыграла одну из главных ролей в белорусской ленте «На спине у чёрного кота», в 2010 году снялась в российском сериале «Гадание при свечах» (сыграла роль героини-гадалки в детстве). В 2021 году Виктория Лукашенко вышла замуж. По данным «Бюро», Александр Лукашенко стал прадедом: его старшая внучка Виктория (в замужестве — Дятлова) в 2022 году оформила отпуск по беременности и родам, а затем ушла в декрет. В феврале 2024 года она заняла должность второго секретаря в Министерстве иностранных дел Республики Беларусь.
В 2020 году завёл собаку по кличке Умка породы померанский шпиц.
В декабре 2024 года журналисты «Бюро» заявили, что у парикмахера Лукашенко Снежаны Моцной в 2000 году родилась дочь Кристина, отцом которой по документам является несуществующий в реальности Александр Григорьевич Моцный. С учётом этого и некоторых других обстоятельств, включая внешнее сходство Кристины с Александром Лукашенко, журналисты предположили, что он является отцом Кристины.
Лукашенко увлекается ходьбой на лыжах, хоккеем, игрой на баяне, пропагандирует активный образ жизни.
Лукашенко живёт в ЖК «Восток» под Минском.

### Футбол
Александр Лукашенко играл в футбол.

### Увлечение хоккеем
Хоккей с шайбой — одно из основных увлечений Лукашенко. Он регулярно тренируется во Дворце спорта.
Лукашенко выступал за такие команды, как «Сборная звёзд мира», «Президентский спортивный клуб» и другие. В официальных и товарищеских играх Лукашенко чаще всего играет на позиции крайнего нападающего. Лукашенко чаще всего играет в форме под номером 1, несмотря на то, что традиционно в хоккее этот номер закреплён за вратарями. Также Лукашенко играл под номером 99. Лукашенко сам регулярно забивает голы в ворота противников и отдаёт голевые передачи, однако статистика его выступлений не ведётся, хотя известно, что Лукашенко ни разу не наказывался малым двухминутным штрафом за нарушение правил.
| |  |  |
| Александр Лукашенко, Владимир Путин и Вячеслав Фетисов на товарищеском матче звёзд отечественного хоккея, ледовый дворец «Большой», Сочи, 4 января 2014 |  |  |

Специалисты отмечают, что в игре Лукашенко есть существенные недостатки.

В игре без шайбы он совсем бесполезен: в отбор не идёт, лишь обозначает борьбу. Но открывается очень старательно — и, получив пас, преображается: и бросить может прилично, и передачу отдать.— Лютиков Александр, Sports.ru
 Иногда Лукашенко устанавливает регламент игры в хоккей, отличающийся от традиционного. Вместо положенных трёх 20-минутных периодов с остановкой времени игры в моменты удаления игроков и вбрасывания — два безостановочных периода по 35 минут каждый.
Чаще всего команда, за которую выступает Лукашенко, одерживает победы. Известно лишь несколько случаев поражений команд, в составе которых был Лукашенко. После одного из таких поражений был уволен тренер, хоккейная команда которого победила клуб Лукашенко.

### Увлечение лыжами
Лукашенко увлекается разными видами спорта, связанными с лыжами, в том числе горнолыжным спортом, роликовыми лыжами, классическим бегом на лыжах.
Лукашенко является неоднократным победителем соревнований по лыжным гонкам, побеждая как в индивидуальных гонках, так и в эстафетах. Часто соревнования, на которых побеждает Лукашенко, организует его же «Президентский спортивный клуб».
Соревнования, участие в которых принимает сам Лукашенко, пользуются большим интересом у болельщиков, которые приходят посмотреть на президента целыми семьями. Успехи Лукашенко в горных лыжах менее значимы, и в соревнованиях он не участвует. Однако регулярно выезжает на горнолыжные курорты и покоряет склон за склоном. Достоверно известно, что Лукашенко спускался на лыжах с гор в Словении, Сербии, России (Красная Поляна), Швейцарии, Австрии, Казахстане и других странах.
Увлечение Лукашенко лыжным спортом приветствуется не только в Беларуси, но и в соседних странах: в частности, на Украине проводились лыжные соревнования на Кубок имени Лукашенко.
Иногда Лукашенко катается на лыжах не только в окружении своих телохранителей и ближайших сподвижников, но и высокопоставленных политиков из других стран. Например, он уже катался вместе с Путиным, Назарбаевым, Медведевым.

## Резиденции
В распоряжении Александра Лукашенко находится не менее 17 резиденций. По количеству имеющихся резиденций он является мировым лидером. Три дворца находятся в Минске. На каждую из шести областей Беларуси приходится по три президентские резиденции. Постройка одного только Дворца Независимости в Минске обошлась в $700 млн бюджетных денег. Также на стадии строительства имеется ещё две резиденции.

## Награды

### Государственные награды
- Медаль «В память 850-летия Москвы» (Россия, 6 сентября 1997 года)[283];
- Медаль «Вифлеем-2000» (Палестинская национальная администрация, 2000 год)[284];
- Орден Великой сентябрьской революции (Ливия, 2000 год)[285];
- Орден «Хосе Марти» (Куба, 2000 год) — «за выдающиеся заслуги в укреплении дружбы с кубинским народом и солидарность с ним»[286];
- Орден «За заслуги перед Отечеством» II степени (Россия, 2 апреля 2001 года) — «за большой личный вклад в создание Союзного государства, укрепление дружбы и сотрудничества между народами Российской Федерации и Республики Беларусь»[287];
- Большая цепь ордена Освободителя (Венесуэла, 2007 год)[288];
- Орден Франсиско Миранды первого класса (Венесуэла, 2010 год)[289];
- Президентский орден «Сияние» (Грузия, 2013 год)[290];
- Большая лента ордена Республики Сербии (Сербия, 2013 год)[291];
- Орден Александра Невского (Россия, 30 августа 2014 года) — «за большой личный вклад в развитие традиционных дружественных связей между Россией и Белоруссией, углубление двустороннего взаимодействия в политической, оборонной, экономической и социальной сферах»[292];
- Орден Республики (Молдова, 4 октября 2016 года) — «в знак глубокой признательности за особые заслуги в развитии и укреплении отношений дружбы, взаимопонимания и сотрудничества по различным направлениям между Республикой Беларусь и Республикой Молдова и за большой личный вклад в оказание значительной поддержки нашей стране в сложной экономической ситуации»[293][294];
- Орден «Гейдар Алиев» (Азербайджан, 28 ноября 2016 года) — «за особые заслуги в развитии дружественных связей и сотрудничества между Республикой Беларусь и Азербайджанской Республикой»[295][296];
- Орден «Первый Президент Республики Казахстан — Лидер Нации Нурсултан Назарбаев» (Казахстан, 27 мая 2019 года) — «в честь ознаменования 25-летия идеи о евразийской интеграции и 5-летия подписания Договора о Евразийском экономическом союзе, а также за особый вклад в углубление и расширение сотрудничества с Республикой Казахстан»[297];
- Орден Независимости (Экваториальная Гвинея, 2023 год)[298].
- Орден «Дуслык» (Республика Татарстан, Россия, 2024 год) — «за значительный вклад в развитие сотрудничества между Татарстаном и Беларусью, укрепление дружбы и взаимопонимания между народами»[299].
- Орден Святого апостола Андрея Первозванного (Россия, 30 августа 2024 года) — «за выдающиеся заслуги в развитии отношений союзничества и стратегического партнёрства между Российской Федерацией и Республикой Беларусь, укреплении дружественных связей между российским и белорусским народами, а также за большой личный вклад в создание и эффективную деятельность Союзного государства»[300].
- Орден Союза Мьянмы[англ.] I степени (Мьянма, 2025 год)[301].

### Ведомственные награды
- Нагрудный знак Следственного комитета Республики Беларусь «За заслуги» (Следственный комитет Республики Беларусь, 11 февраля 2016 года)[302]

Конфессиональные награды
- лауреат Международной премии Андрея Первозванного «За веру и верность» (РПЦ, 1995 год)[303][304]
- Орден Креста Преподобной Евфросинии Полоцкой (Белорусский экзархат РПЦ, 1998 год) — «за большой вклад в духовное возрождение народа»[305];
- Цепь ордена Рыцарей Гроба Господня (Иерусалимская православная церковь, 2000 год)[303];
- Орден преподобного Сергия Радонежского I степени (РПЦ, 2002 год)[306];
- Орден святого благоверного великого князя Димитрия Донского I степени (РПЦ, 2005 год)[307];
- Орден Святого Кирилла Туровского (Белорусский экзархат РПЦ, 2006 год)[308];
- Орден святого равноапостольного великого князя Владимира I степени (2007 год)[309];
- Святого Саввы I степени (Сербская православная церковь, 2014 год)[310];
- Орден преподобного Серафима Саровского I степени (2015 год) — «за заслуги в деле защиты духовных ценностей белорусского народа, поддержание церковной жизни и установление мирных отношений между людьми разных конфессий»[311].
- Орден святого благоверного князя Даниила Московского I степени (2024 год) — «во внимание к вкладу в развитие церковно-государственных отношений и в связи с 70-летием со дня рождения»[312].

### Иные награды
- Орден «За возрождение Украины» (Украинский фонд научно-экономического и юридического сотрудничества)[313]
- Почётный профессор МГУ (1996 год)[314];
- Международная премия имени Михаила Шолохова (1997 год) — «за мужественную политическую публицистику и самоотверженную позицию в защите народных интересов»;
- Специальный приз МОК «Врата Олимпа» (2000 год)[315];
- Почётный гражданин Еревана (2001 год)[316];
- Медаль Международной федерации фестивальных организаций «За развитие мирового фестивального движения» (2005 год)[317];
- Специальный приз МОК «Спорт и общество» (2006 год);
- Почётная грамота Евразийского экономического сообщества (2006 год)[318];
- Почётный гражданин Каракаса (2010 год)[319][320][321];
- Почётный доктор Бакинского славянского университета (2010 год)[322];
- Почётный доктор наук Киевского национального университета имени Тараса Шевченко. Был лишён статуса 7 июня 2021 года в связи с принудительной посадкой самолёта Ryanair в Беларуси. Стал первым в истории почётным доктором наук вуза, которого лишили этого звания[323];
- Золотой орден Международной федерации бокса (2016 год)[324];
- Олимпийский орден Национального олимпийского комитета Азербайджана (2016 год)[324];
- Орден Ассоциации национальных олимпийских комитетов (2016 год)[324];
- Нагрудный знак «Почётный пограничник Содружества Независимых Государств» (2019 год)[325];
- Орден «Друг Азербайджана» (2021 год, международный журнал «Мой Азербайджан», Азербайджан) — «за братское и дружеское отношение к азербайджанскому народу и за особо большие заслуги в установлении, укреплении и развитии двусторонних отношений с Азербайджанской Республикой»[326];
- Медаль «За верность служебному долгу» (2024 год, Следственный комитет Российской Федерации)[327];
- Почётный знак Совета Федерации «За заслуги в развитии парламентаризма» (2025 год, Совет Федерации) — «за большой вклад в создание Союзного государства, укрепление дружбы и сотрудничества между народами РФ и Беларуси»[328];
- Медаль «80 лет Победы советского народа в Великой Отечественной войне» (2025 год, Следственный комитет Российской Федерации)[329].

### Антипремии
- Лауреат Шнобелевской премии Мира (2013 год) — «за запрет аплодировать на публике»[330];
- Лауреат Шнобелевской премии в области медицины (2020 год) — «за использование пандемии COVID-19, чтобы научить мир тому, что политики имеют большее влияние на жизнь и смерть, чем учёные и врачи»[331].
- Включён в список «Враги свободы прессы» организации Репортёры без границ (2021)[332].
- Коррупционер года — 2021, присуждена центром по исследованию коррупции и организованной преступности[333].

## Служба в рядах Вооружённых сил СССР и Беларуси
В 1975 году А. Лукашенко призывался в армию, где с 1975 по 1977 год был инструктором политического отдела войсковой части Западного пограничного округа пограничных войск КГБ СССР в Бресте. Второй раз Лукашенко проходил службу в 1980—1982 в Могилёвской области, в должности заместителя командира мотострелковой роты. В настоящее время подполковник запаса. На официальных военных мероприятиях носит форму, аналогичную форме маршала Советского Союза, с погонами, украшенными гербом республики; документы, утверждающие такую форму, неизвестны. В белорусской армии звания маршала или генерала армии нет. В детской одежде, похожей на военную форму, несколько раз появлялся на публике и его сын Николай.

## Состояние здоровья
12 января 2001 года в газете «Наша Свобода» была опубликована статья «Врачебное заключение», в которой приведено медицинское заключение врача-психиатра Дмитрия Ивановича Щигельского о психическом заболевании Лукашенко. Согласно архивным материалам, на которые ссылается психиатр, в частности, амбулаторной карте, у Лукашенко ещё в молодости неоднократно диагностирована мозаичная психопатия. В статье утверждалось, что впервые диагноз был поставлен советскими гражданскими психиатрами в 1976 году, подтверждён военными психиатрами в 1982 году, когда Лукашенко был комиссован из армии по статье 7б с диагнозом «мозаичная психопатия» с должности замполита в/ч 04104. При этом доказательств данного диагноза в форме копий заключений с указанием фамилий врачей предоставлено не было. В связи с этим прокуратурой Беларуси в отношении Щигельского было возбуждено уголовное дело по ч. 1 ст. 367 Уголовного кодекса — клевета в отношении президента Республики Беларусь. Сам Щигельский успел уехать в США перед самым опубликованием своего врачебного заключения. В дальнейшем факты о «мозаичной психопатии» упоминались в документальном фильме «Крёстный батька».
В 2014 году Лукашенко сделали операцию на колене. Операция прошла в Республиканском клиническом медицинском центре Управления делами президента Беларуси. Причиной операции стала травма, полученная во время одной из хоккейных тренировок.
28 июля 2020 года Лукашенко заявил, что «бессимптомно» переболел коронавирусной инфекцией. В конце июля 2020 года Лукашенко переболел COVID-19, одновременно со своим сыном Николаем и своим доктором. Попросил своего врача поставить его на ноги в течение пяти дней, так как собирался выступать с ежегодным Посланием к белорусскому народу и Национальному собранию. Перед этим оно было запланировано на 3 августа, но 2 августа было объявлено, что оно может быть перенесено на 4 августа или вовсе отложено на неопределённый срок. Президент читал свою речь лишь полтора часа — это одно из самых коротких посланий за всю историю. Зрители заметили одышку, бледность и обильное потоотделение. Перед этим Лукашенко демонстративно отказывался носить маску, проводил многочисленные совещания и заявлял, что не сдавал тест на коронавирус. Его партнёров по спортивным состязаниям при этом тестировали при первых признаках инфицирования. Лукашенко советовал лечиться от коронавируса трактором, водкой, дымом от костра и тому подобным. В январе 2021 года Лукашенко заявил, что не планирует вакцинироваться.

## Религия
Публично Александр Лукашенко называл себя «православным атеистом», в частности в 2009 он заявлял: «Меня Филарет просил: Александр Григорьевич, вы хотя бы при людях не говорите, что вы атеист». В 2014 году он характеризовал себя как «великого лектора-атеиста»: по его словам, он «был страшным борцом против попов и Церкви в своё время».
В 2020 году Лукашенко заявил, что Бог является белорусом и помогает ему:

— Вы остались атеистом сейчас? — спросил Дмитрий Гордон.
— Я — атеистом? Вы знаете… Вот для меня это… Я никогда вообще на эту тему не рассуждал. Однажды пошутил, что я в советские времена был атеистом и лекции читал по атеизму, и наш митрополит Филарет, который как отец для меня был, подошёл и говорит: «Господин президент, вы больше не говорите, что вы были атеистом». Я говорю: «Но я был, никуда от этого не денешься!» — «Ну, вы же не атеист». Я — говорю — там, где мой народ. Ну, я постоянно в церковь хожу, у меня традиция там на Рождество, Пасху… Почему? Туда люди приходят, люди веруют. И у каждого человека в душе своя вера…
— Вы уважаете чужую веру? — прервал Гордон.
— Я уважаю чужую веру, я уважаю свою веру, вашу веру, но у меня это не напоказ. Я не стою возле иконы, там, на колени не становлюсь, не молюсь, не стучу лбом о пол. Это твое — внутри. И я никогда напоказ это не выставлял. Я больше, может, личное выставлял напоказ, чем вот… веру. Поэтому я на эту тему нигде никогда не рассуждал, и у меня никто нигде никогда и не спрашивал, верующий я или нет. Все мы верующие. И все по-разному.
— Интервью Лукашенко. В гостях у Гордона

## Гомофобные высказывания
2 ноября 2010 года во время встречи глав МИД Польши и Германии в Минске с Лукашенко президент Беларуси намеренно, по мнению некоторых правозащитников, использовал гомофобную риторику и оскорбления в адрес министра иностранных дел Германии, открытого гомосексуала Гидо Вестервелле. Комментируя позицию Вестервелле, зарегистрировавшего гражданское партнёрство, Лукашенко сказал, что «не понимает, как мужчина может жить с мужчиной», а также что он «не имеет ничего против лесбиянок, но геев с удовольствием выслал бы в совхозы». Однако спустя несколько дней Лукашенко высказал публичное сожаление по поводу этих высказываний, оскорбивших Вестервелле. Президент при этом подтвердил, что не приемлет негетеросексуальные отношения: «Это за гранью моего понимания, как думаю, большинства, если не всех, кто здесь присутствует», — сказал Лукашенко журналистам.
5 марта 2012 года Лукашенко, отвечая на очередные обвинения в «диктаторстве», озвученные Вестервелле, заявил: «Что касается… не то розового, не то голубого, который там о диктатуре кричал… Услышав это, я подумал: лучше быть диктатором, чем голубым».

## Фильмы
- «Обыкновенный президент[бел.]»[370]
- «Крёстный батька»